# Artemisia jacutica
Artemisia jacutica là một loài thực vật có hoa trong họ Cúc. Loài này được Drobow mô tả khoa học đầu tiên năm 1914.